# 潮来カントリー倶楽部
潮来カントリー倶楽部（いたこカントリーくらぶ）は茨城県潮来市にあるゴルフ場である。

## コース情報
- 所在地：茨城県潮来市築地700

## アクセス
- 東関東自動車道潮来ICより8分
- 水郷潮来バスターミナルへの送迎バスあり（要連絡）

## トーナメント開催情報
- フィランソロピー・LPGAプレイヤーズ・チャンピオンシップ